# Ofiolita de Taitao

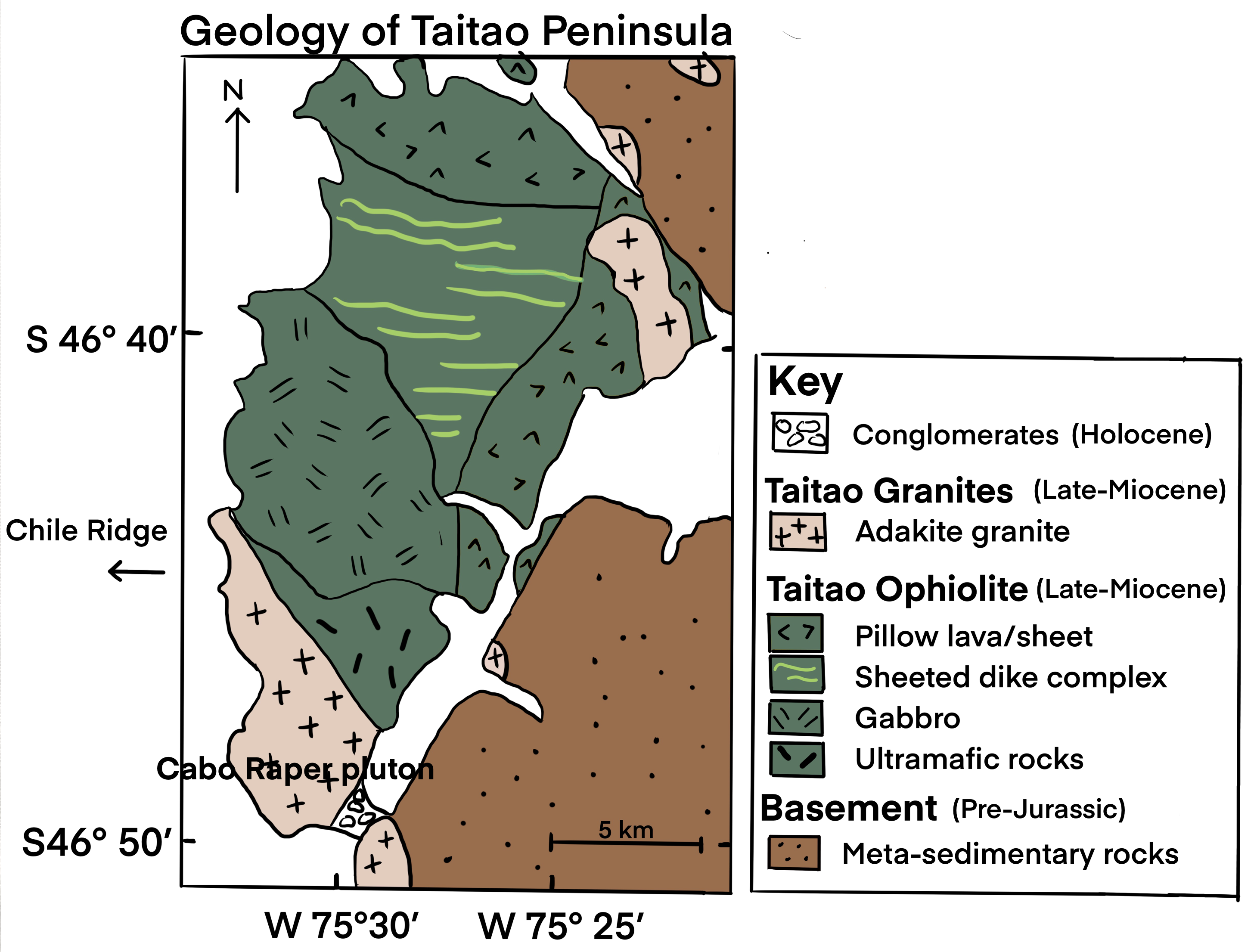
Mapa de la geología del oeste de la península de Taitao. Los granitos de Taitao y las ofiolitas de Taitao centran principalmente en esta parte. La dorsal de Chile está ubicada al oeste de la península de Taitao, y la geología de la dorsal de Chile está estrechamente relacionada con la de la península de Taitao.

La ofiolita de Taitao es una ofiolita en la península de Taitao en la Patagonia occidental, Chile . La ofiolita aflora a unos 10 km al este de la fosa de Perú-Chile ya 50 km al sur del punto triple de Chile, dos accidentes geológicos con las que está relacionada.
La ofiolita se formó en relación con la subducción de la dorsal de Chile, una dorsal mediooceánica, debajo de América del Sur. Más específicamente, se ha propuesto que la ofiolita se formó en una fisura de la región del antearco de la placa sudamericana.
La ofiolita de Taitao presenta una pseudoestratigrafía con las siguientes litologías; peridotita, piroxenita, gabro, diques laminados de diabasa, lava almohadillada y roca sedimentaria.